# 镇西堡镇
镇西堡镇，是中华人民共和国辽宁省铁岭市铁岭县下辖的一个乡镇级行政单位。

## 行政区划
镇西堡镇下辖以下地区：
西营盘煤矿社区、高家煤矿社区、心田堡村、西营盘村、黄古洞村、泉眼沟村、东果子园村、杜蒋窝棚村、东营盘村、下塔子村、李家屯村、养马堡村、河夹心村、三台子村、木厂村、芦堡村、永安堡村、镇西堡村和镇西堡工业园区社区。